# Telefon (film południowokoreański 2002)
Telefon (kor. Pon) – południowokoreański film grozy z 2002 roku.

## Fabuła
Młoda dziennikarka Ji-won staje się obiektem prześladowań tajemniczego psychopaty po tym, jak opublikowała reportaż o seksualnym molestowaniu nieletnich. Psychopata dzwoni do niej w każdy dzień i noc o tej samej porze. Pewnego dnia telefon przypadkowo odbiera córka koleżanki Ji-won. Staje się to początkiem koszmaru...

## Obsada
- Ha Ji-won (Ji-won, młoda dziennikarka)
- Kim Yu-mi (Ho-jeong)
- Choi Woo-jae (Chang-hoon)
- Choi Ji-yeon (Jin-hie)
- Eun Seo-woo (Yeong-ju)
- Choi Jeong-yoon